# Стела героям Гражданской войны (Рязань)
Сте́ла геро́ям гражда́нской войны́ 1917—1918 годо́в в Ряза́нской губе́рнии — монумент в Соборном парке города Рязани. Располагается на высоком берегу реки Трубеж, неподалёку от колокольни Рязанского Кремля. Выполнен из красного полированного гранита, с пирамидальным завершением и пятиконечной звездой. Стоит на месте Братского кладбища, прообразом которого послужил мемориал на Марсовом поле в Петрограде. Здесь в период с 1918 по 1938 год производились захоронения чекистов, красноармейцев, советских партийных и профсоюзных работников, учителей и студентов. Всего было сделано около 55 захоронений.

## История

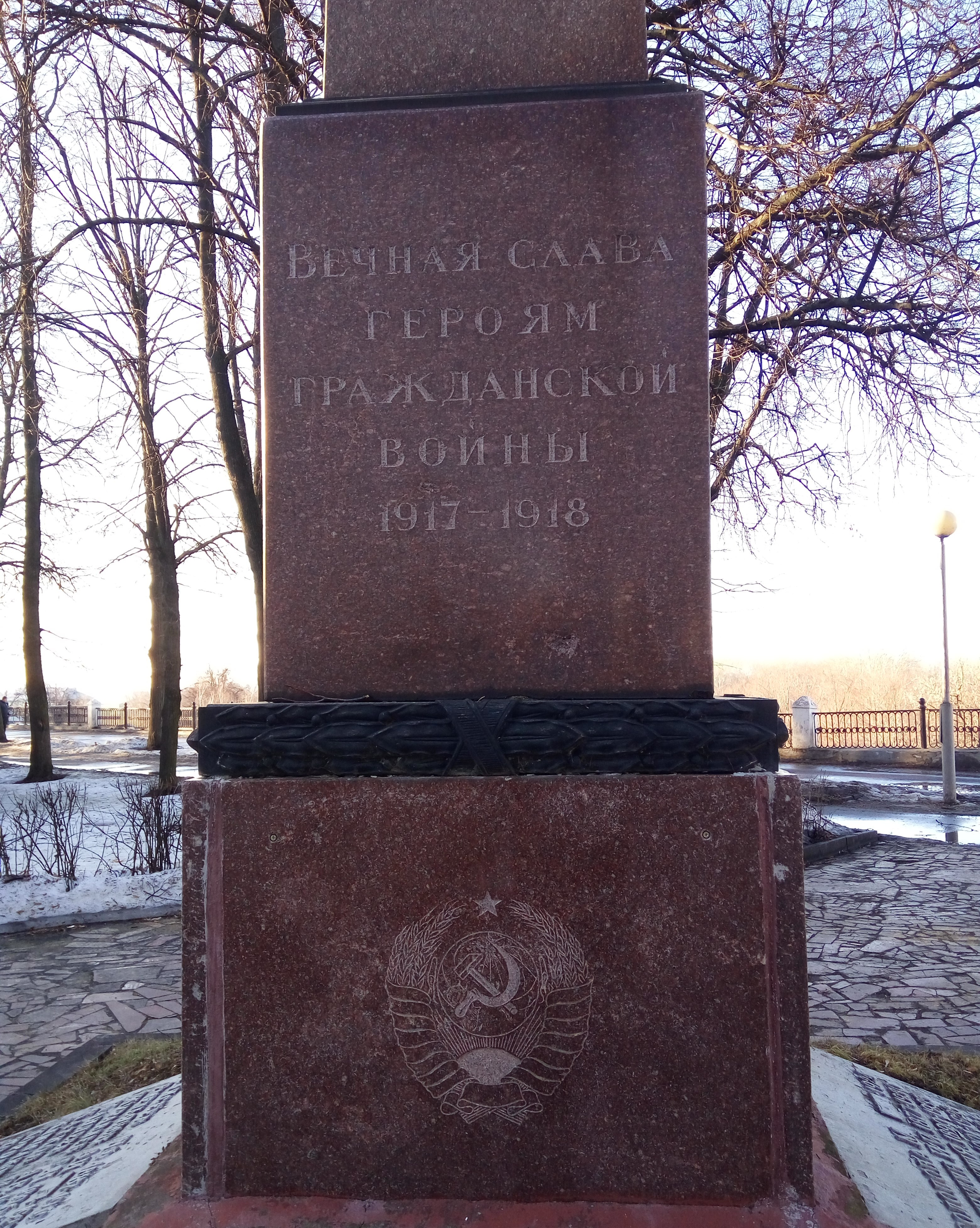
Первая сторона обелиска

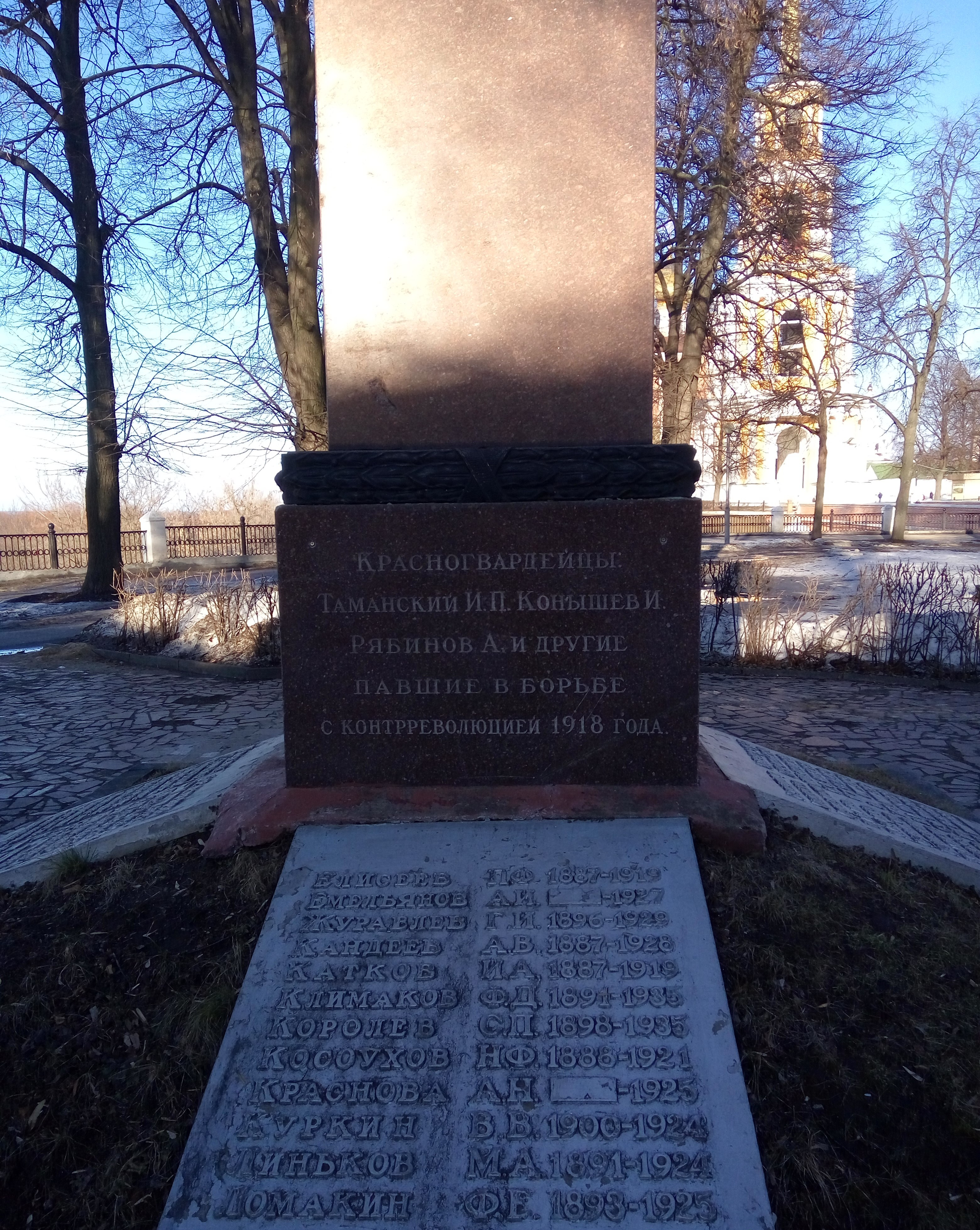
Вторая сторона обелиска

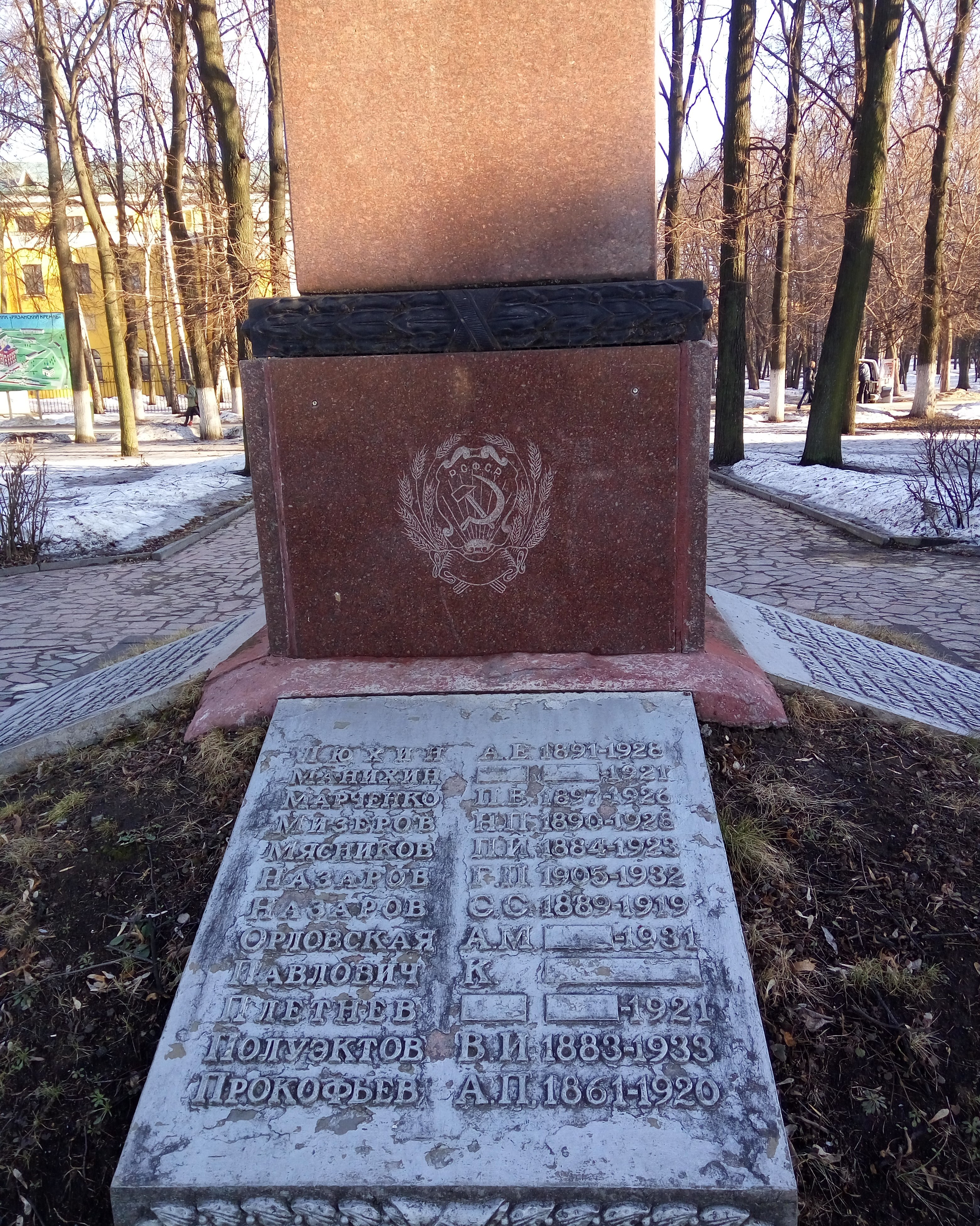
Третья сторона обелиска

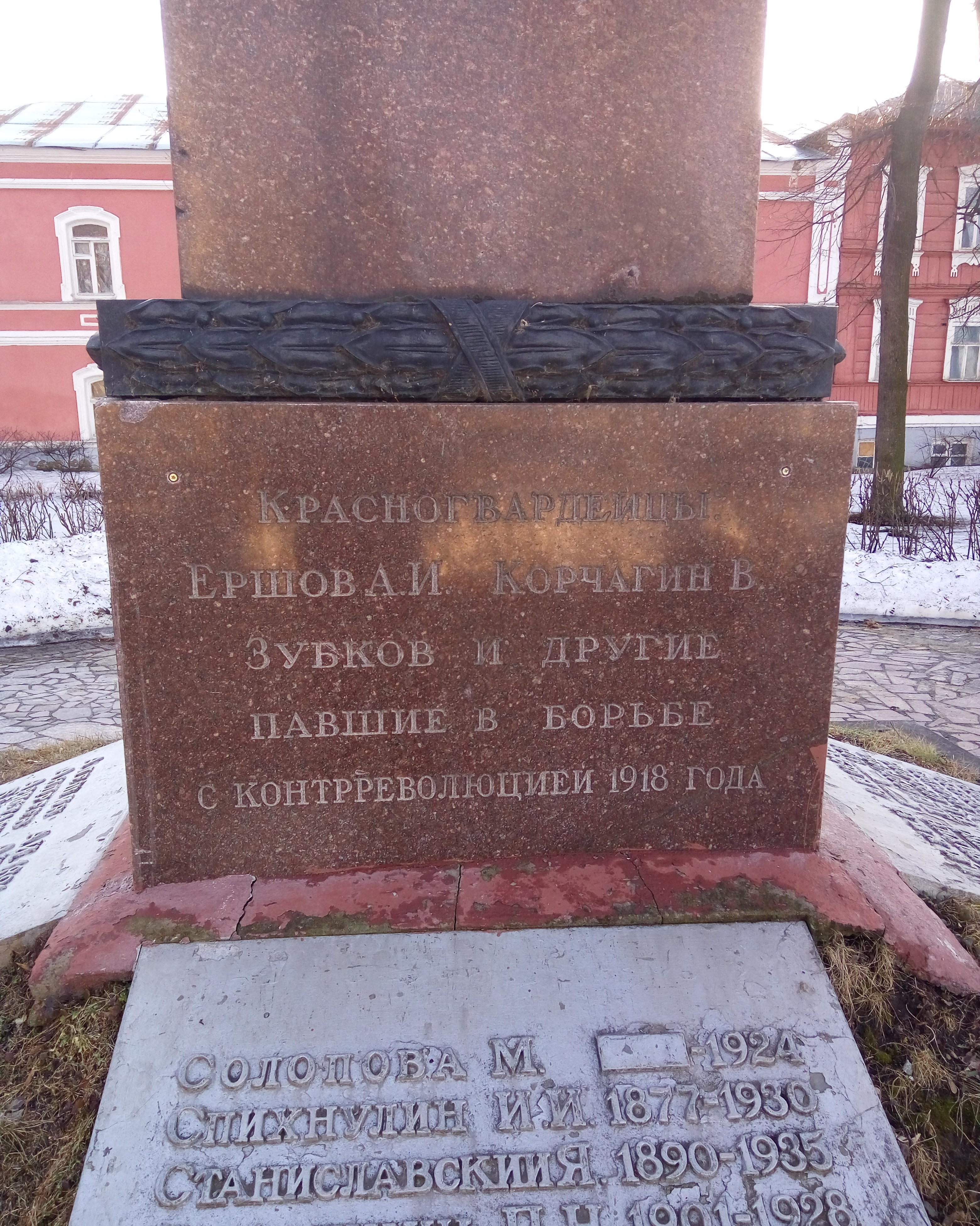
Четвёртая сторона обелиска

Летопись памяти этого места берёт своё начало в середине декабря 1917 года, когда уже практически вся власть в Рязанской губернии перешла в руки Советов рабочих, крестьянских и солдатских депутатов. Начала разгораться Гражданская война. В ночь на 14 декабря 1917 года из Рязани под Воронеж отправляется сформированный здесь же красногвардейский отряд (около 1500 бойцов) во главе с комиссаром милиции, а затем командующим 1-й Южной армией Г. К. Петровым (один из 26 бакинских комиссаров, памятник ему расположен на Первомайском проспекте Рязани, его именем названа одна из улиц города). Также руководство отрядом осуществляли комиссар Алексей Иванович Ершов и помощник комиссара, бывший прапорщик 78-го пехотного запасного полка, доброволец-красноармеец Зубков (имя и отчество которого остались неизвестными). Отправлен этот отряд был на Дон против белогвардейцев генерала Каледина. Рязанцы сражались на одном из основных направлений наступления вдоль железнодорожной магистрали Воронеж — Ростов, у станиц Мильчевская, Каменская, под Новочеркасском, заняли город Миллерово. В этом походе, предположительно у станицы Глубокая, погиб Зубков, который, скорее всего, стал первым захороненным рядом с Рязанским кремлём.

### Первые захоронения на Братском кладбище
Кладбище возникло на месте пустыря. Первым там было захоронено тело некоего красногвардейца Зубкова, о котором 26 января 1918 года в приказе № 16 по гарнизону г. Рязани за подписью военного комиссара губернии А. А. Толина говорилось следующее: «… добровольно включён в отряд, командированный из г. Рязани на Дон для борьбы против Каледина, где и пал от меча контрреволюции. <…> Такой герой, как тов. Зубков должен служить примером всем обиженным и угнетённым <…> и только с такими героями мы победим и восстановим на земле Равенство, Братство и Свободу».
Тело Зубкова было доставлено в Рязань и с воинскими почестями погребено 28 января 1918 года на высоком берегу Трубежа. Скорбь товарищей вылилась в политическую акцию — открытие Братского кладбища.
К могиле красногвардейца Зубкова в начале лета 1918 года добавилась могила вышеупомянутого комиссара А. И. Ершова, являвшегося главой исполкома при образованном в апреле 1918 года Рязанском горсовете.
Следующими 5 июля 1918 года на новообразованном кладбище были торжественно похоронены убитые в ходе восстания в селе Спас-Клепики Рязанского уезда Рязанской губернии Василий Кузьмич Корчагин (в его честь названа улица в городе Спас-Клепики Рязанской области) — 22-летний комиссар Рязанской губернской чрезвычайной комиссии, выдвинутый на этот пост в апреле 1918 года, а также Иван Конышев (Канышев) и Андрей Рябинов (Рябинкин) — красноармейцы отряда РязГубЧК, помощники комиссара, и Иосиф Павлович Таманский (в его честь названа улица в городе Спас-Клепики Рязанской области) — начальник Спас-Клепиковской народной милиции. Тела убитых несли по Семинарской улице Рязани из Губернской земской больницы на Братское кладбище, во время похорон играл оркестр, с речью выступил председатель РязГубЧК Зайцев.
Имена Зубкова, Ершова, Корчагина, Рябинова, Конышева (Канышева) и Таманского указаны на стоящей в наши дни на месте Братского кладбища стеле.

## Список захоронений

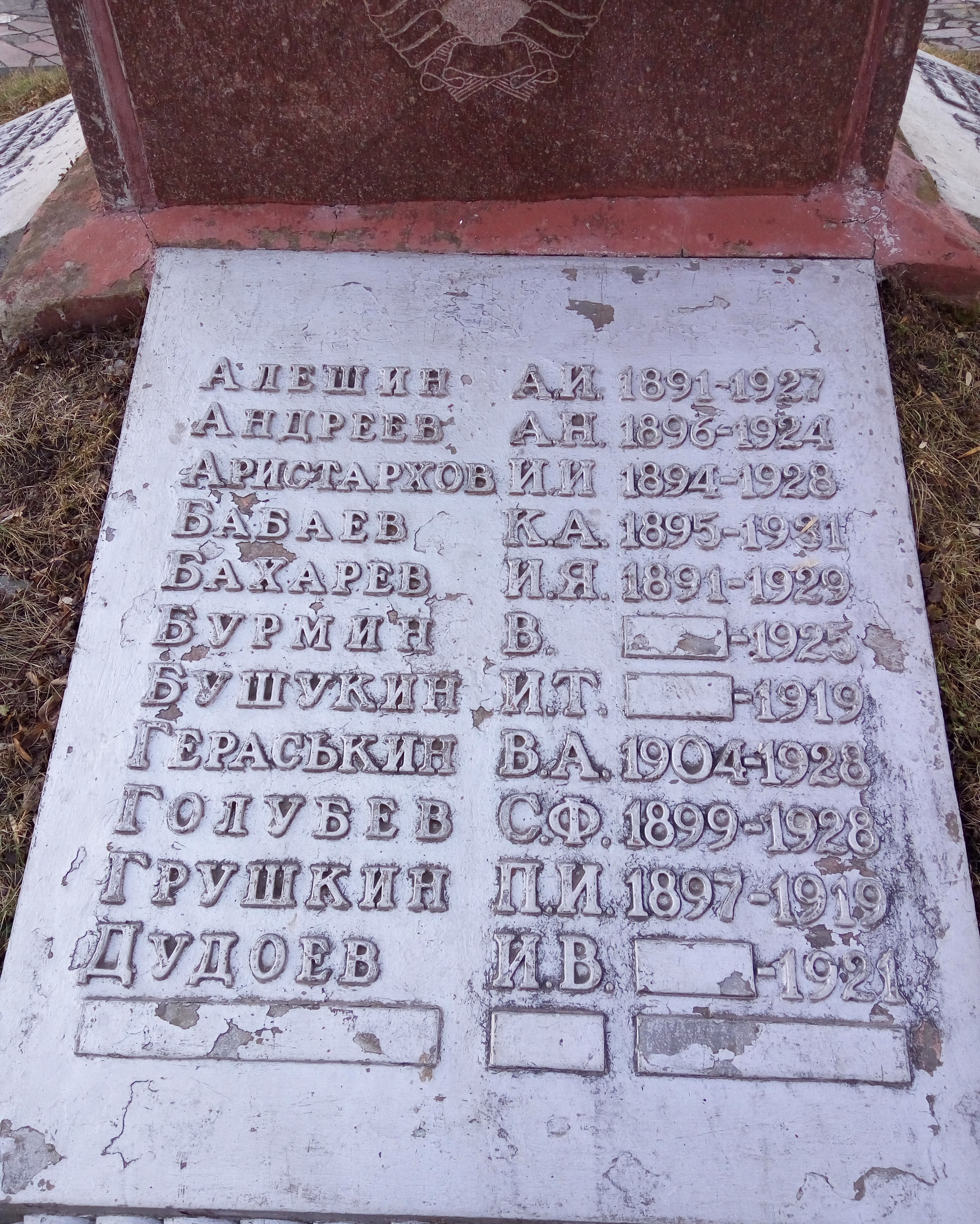
Первая плита с именами

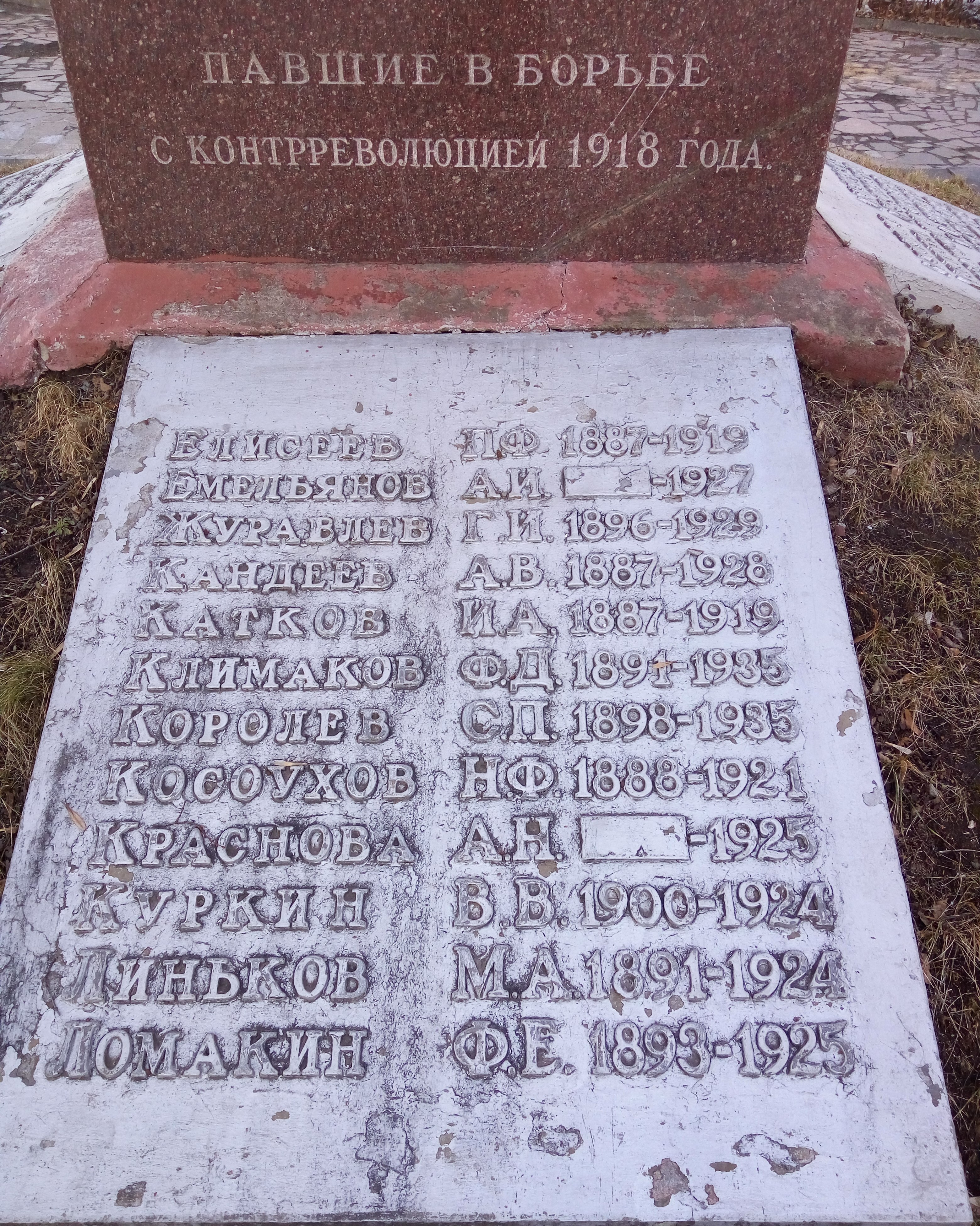
Вторая плита с именами

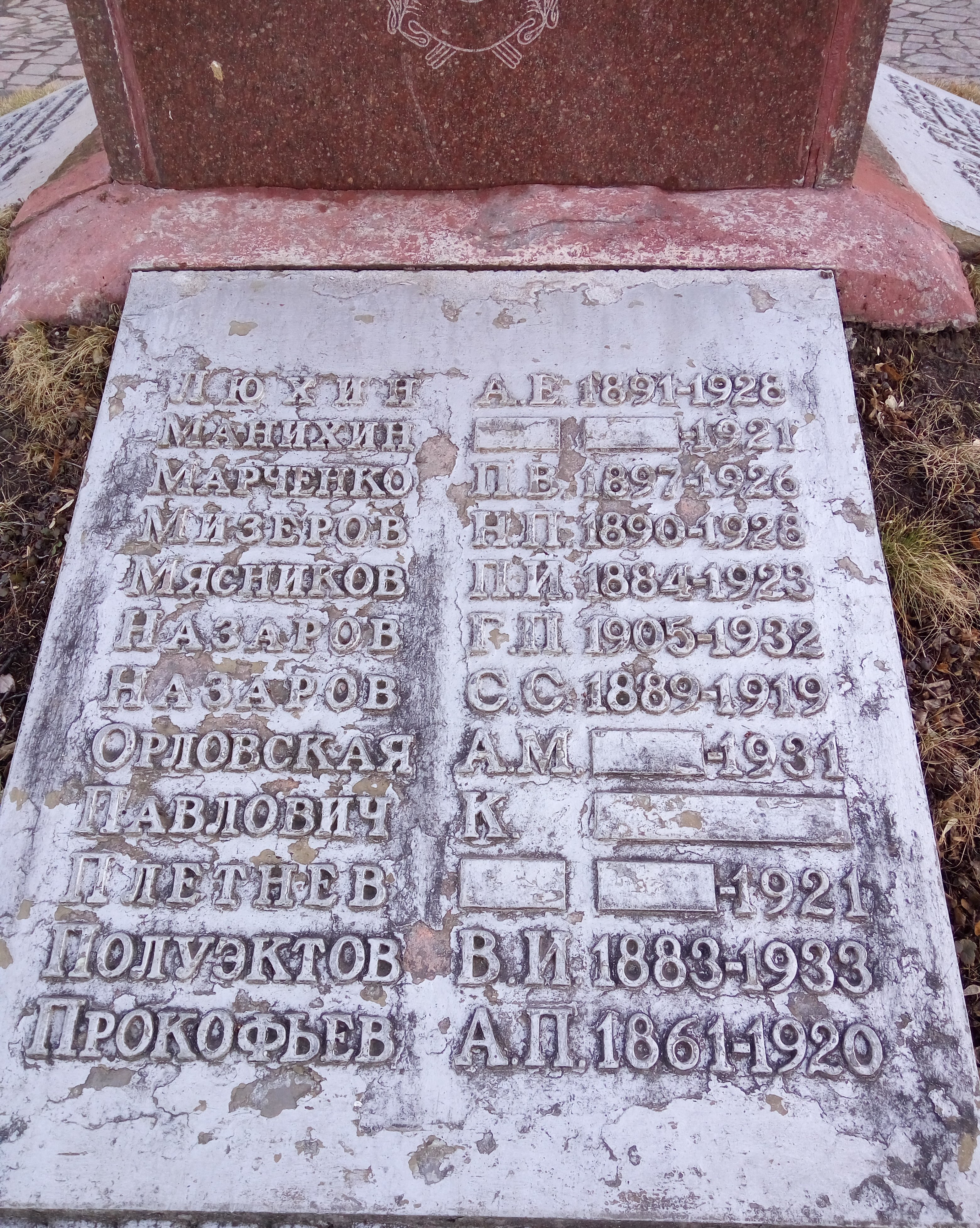
Третья плита с именами

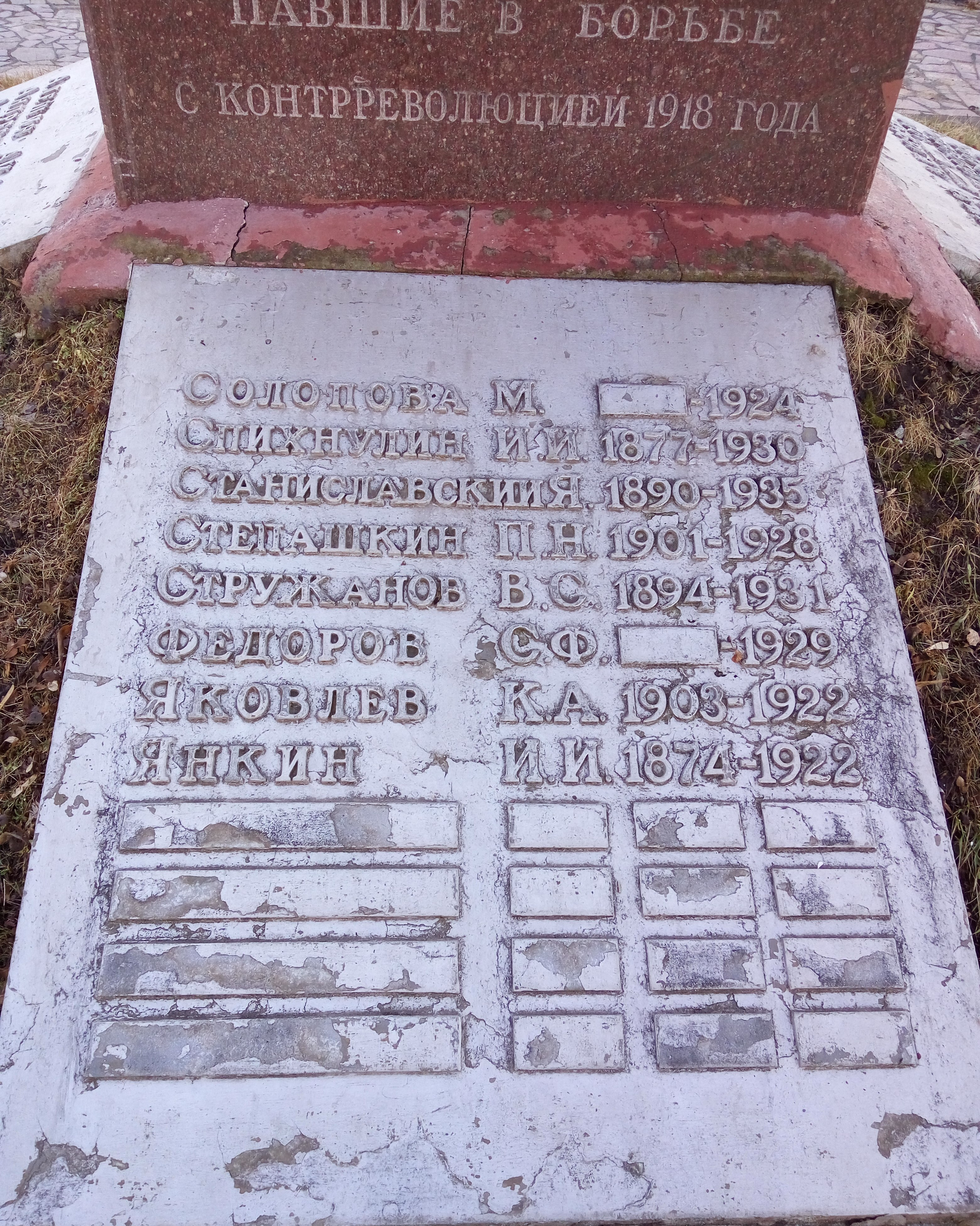
Четвёртая плита с именами

Впоследствии на Братском кладбище появились могилы чекистов и красноармейцев, партийных и профсоюзных работников, учителей и студентов, отмеченные скромными деревянными обелисками. Текущий список из 55 похороненных удалось собрать по нескольким источникам (в некоторых случаях приводятся точные даты погребения).
- 28 января 1918 года — погибший в боях против «калединцев» красногвардеец, помощник комиссара Зубков (имя, отчество и год рождения неизвестны).
- Лето 1918 года — участник проходивших на Дону боёв против «калединцев», красногвардеец, комиссар, с весны 1918 года глава исполкома при Рязанском городском совете Ершов Алексей Иванович (год рождения неизвестен).
- 5 июля 1918 года — убитый во время Спас-Клепиковского восстания красногвардеец, комиссар рязгубЧК Корчагин Василий Кузьмич (22 года).
- 5 июля 1918 года — убитый во время Спас-Клепиковского восстания красногвардеец, начальник Спас-Клепиковской милиции Таманский Иосиф Павлович (год рождения неизвестен).
- 5 июля 1918 года — убитый во время Спас-Клепиковского восстания красногвардеец отряда рязгубЧК Конышев (Канышев) Иван Фролович (возраст — около 18 лет, год рождения неизвестен).
- 5 июля 1918 года — убитый во время Спас-Клепиковского восстания красногвардеец отряда рязгубЧК Рябинов Андрей Васильевич (29 лет, 1889 года рождения, уроженец села Кузьминское Кузьминской волости Рязанского уезда Рязанской губернии, ныне — село Кузьминское Кузьминского сельского поселения Рыбновского района Рязанской области).
- 17 мая 1919 года — умерший 15 мая в Егорьевске (куда был направлен Рязгубисполкомом для проведения мобилизации) от свирепствовавшего тогда сыпного тифа член РСДРП(б) с 1906 года, подпольщик, руководитель городской партийной организации, комиссар стрелковой дивизии, пропагандист, председатель губернского отдела продуктораспределения и товарообмена Назаров Сергей Степанович (1889 г.р., 30 лет).
- 22 июля 1919 года — член коллегии губернского отдела народного образования, народный учитель Катков И. А. (1887 г.р., 32 года).
- 1919 год — Елисеев П. Ф. (1887 г.р., 32 года).
- 1919 год — народный учитель Бушукин И. Т. (год рождения неизвестен).
- 1919 год — Грушкин П. И. (1897 г.р., 22 года).
- 1919 год — слесарь депо, комиссар труда Рязанского уездного исполкома Павлович Константин (отчество и год рождения неизвестны).
- 10 марта 1920 года — работник губернского отдела юстиции Прокофьев А. П. (1861 г.р., 59 лет).
- 21 апреля 1921 года — член губисполкома, председатель коллегии губернского подотдела социального обеспечения и охраны труда Акелин Василий Тимофеевич (год рождения неизвестен).
- 1921 год — Косоухов Н. Ф. (1888 г.р., 33 года).
- 25 августа 1921 года — инструктор ЦК РКП(б) Плетнев (имя, отчество и дата рождения неизвестны).
- 3 сентября 1921 года — смертельно раненый выстрелом в упор на берегу реки Трубеж чекист Дудоев Иван Васильевич (год рождения неизвестен).
- 4 октября 1921 года — начальник пулемётной команды стрелкового полка особого назначения Манихин (имя, отчество и дата рождения неизвестны).
- 1922 год — Яковлев К. А. (1903 г.р., 19 лет).
- 29 сентября 1922 года — умерший 28 сентября от длительного хронического туберкулёза лёгких член большевистской партии с 1904 года, участник трёх революций, первый председатель Подвязьевского волисполкома, позднее заведующий губернским отделом Центральной коллегии по работе с пленными и беженцами Янкин Иван Ильич (1874 г.р., 48 лет), изначально крестьянин, уроженец села Зименки Рязанского уезда, участвовал в событиях 1905 года, в 1913 году был арестован за революционную деятельность и сослан в Тобольскую губернию, бежал. В 1915 году отправлен на фронт, где за продолжение революционной деятельности был арестован и приговорён к расстрелу, но амнистирован благодаря Февральской революции 1917 года.
- 1922 год — умерший от туберкулёза председатель контрольной комиссии губкома РКП(б) Сычев Илья Ионович (50 лет). На табличке у стелы не указан. Сохранилась могила.
- 29 марта 1923 года — заведующий губернским финансовым отделом Мясников П. И. (1884 г.р., 39 лет).
- 13 февраля 1924 года — комсомолец Куркин В. Р. (1900 г.р., 24 года).
- 1924 год — Солопова М. (год рождения и отчество неизвестны).
- 1924 год — Линьков М. А. (1891 г.р., 33 года).
- 1924 год — Андреев А. Н. (1896 г.р., 28 лет).
- 1925 год — Краснова А. Н. (год рождения неизвестен).
- 1925 год — Ломакин Ф. Е. (1893 г.р., 32 года).
- 1925 год — Бурмин В. (год рождения и отчество неизвестны).
- 1926 год — комиссар Рязанской пехотной школы Марченко П. В. (1897 г.р., 29 лет).
- 1927 год — заведующий губернским отделом культуры Емельянов А. И. (год рождения неизвестен).
- 1927 год — Алешин А. И. (1891 г.р., 36 лет).
- Февраль 1928 года — убитый выстрелом из-за угла во время хлебозаготовок партиец, коренной рязанец, красногвардеец, а после Первой мировой войны — инструктор райкома партии Степашкин Пётр Николаевич (1901 г.р., 27 лет).
- 1928 год — Люхин А. Е. (1891 г.р., 37 лет).
- 1928 год — Мизеров Н. П. (1890 г.р., 38 лет).
- 1928 год — Кандеев А. В. (1887 г.р., 41 год).
- 1928 год — Аристархов И. И. (1894 г.р., 34 года).
- 1928 год — чекист Гераськин В. А. (1904 г.р., 24 года).
- 1928 год — народный учитель Голубев С. Ф. (1899 г.р., 29 лет).
- 1929 год — Фёдоров С. Ф. (год рождения неизвестен).
- 17 сентября 1929 года — инструктор губкома партии и губисполкома Журавлев Г. И. (1896 г.р., 33 года).
- 1929 год — Бахарев И. Я. (1891 г.р., 38 лет).
- 1930 год — заместитель председателя губернского сельскохозяйственного банка Спихнулин Иван Иванович (53 года, 1877—1930, уроженец села Кузьминское Кузьминской волости Рязанского уезда Рязанской губернии, ныне — село Кузьминское Кузьминского сельского поселения Рыбновского района Рязанской области).
- 14 марта 1931 года — рабочий завода «Рязсельмаш» Бабаев Кузьма Алексеевич (1895 г.р., 36 лет).
- 1931 год — Стружанов В. С. (1894 г.р., 37 лет).
- 1931 год — Орловская А. М. (дата рождения неизвестна).
- 1931 год — слесарь, железнодорожный комиссар Вавилов Сергей Павлович (47 лет). Не указан на табличке у стелы. Сохранилась могила.
- 24 февраля 1932 года — Назаров Г. П. (1905 г.р., 27 лет).
- 1933 год — Полуэктов В. И. (1883 г.р., 50 лет).
- 1933 год — культпропагандист Варламов А. М. (20 лет). Не указан на табличке у стелы. Сохранилась могила.
- 1935 год — Станиславский Я. (1890 г.р., 45 лет, отчество неизвестно).
- 1935 год — участник Октябрьской социалистической революции, директор крахмало-паточного треста Климаков Ф. Д. (1891 г.р., 44 года).
- 1935 год — Королев С. П. (1898 г.р., 37 лет).
- 1938 год — начальник лётной части аэроклуба Устинов Михаил Васильевич (34 года). Не указан на табличке у стелы. Сохранилась могила.
- 1938 год — начальник аэроклуба Семёнов Иван Федорович (33 года). Не указан на табличке у стелы. Сохранилась могила.

Захоронения производились вплоть до 1938 года, проходили траурные митинги. В Государственном архиве Рязанской области хранится дело со списком лиц, захороненных на Братском кладбище.

## Уход за Братским кладбищем
В рязанской газете «Известия» от 1 мая 1919 года говорится, что организованный в честь празднования Первомая маршрут манифестантов пролегал через кладбище, где они «спели траурный марш». Тогда же школьники высадили на кладбище деревца.
Вопросами содержания Братского кладбища и ухода за ним заведовал горисполком. Так, на эти цели в июне 1926 года было выделено из городского бюджета 460 рублей. Сохранилось описание кладбища, сделанное в 1927 году. Оно занимало ровную площадку, близкую по форме к правильному треугольнику, размером 365 кв. саженей (примерно 730 м².). Со стороны Трубежа и жилых домов оно было обнесено невысокой клумбой с цветами, десять лип и куст акации дополняли картину. Документ свидетельствует, что братское кладбище содержалось в большом порядке и охранялось часовыми.
В 1944 году среди кладбищ г. Рязани оно значится как недействующее. Постепенно ветшали скромные надгробия, утрачивались могилы, «а вместе с ними зарастало травой забвения прошлое».

## Снос кладбища и появление стелы
23 марта 1951 года обком ВКП(б) утвердил мероприятия по дальнейшему развитию городского хозяйства, жилищному строительству и благоустройству г. Рязани. «Мосгидроавтотранс» составил в 1951 году проект укрепления земляного откоса и берега реки Трубеж у Рязанского кремля. В том же году были начаты работы, на них отпущено 500 тысяч рублей. Общая стоимость по смете около двух миллионов рублей. Работа проводилась методом народной стройки.
В 1954 году была построена Трубежная набережная протяжённостью 2,5 километра, были разбиты цветники, скверы, началась реставрация зданий и сооружений Рязанского кремля. Работами на набережной руководил инженер-архитектор Н. С. Смирнов. Было принято решение ликвидировать запущенное кладбище, но память о людях сохранить, воздвигнув на этом месте обелиск с именами похороненных.
Обелиск был сооружён специалистами реставрационной мастерской и открыт в день 40-летия Октябрьской революции (7 ноября 1957 года). На двойном кубическом пьедестале вознёсся четырёхгранный обелиск с пирамидальным завершением. На гранях пьедестала выбиты имена шести красногвардейцев, погибших в 1918 году (Зубков, Ершов, Таманский, Корчагин, Рябинов, Конышев (Канышев)). Автором памятника стал Николай Иванович Сидоркин (1933—1987), будущий главный архитектор города Рязани (1967—1982).
Прошло около 30 лет, время привело обелиск в аварийное состояние, а сквер — в запустение. В 1984 году развернулась работа по реставрации обелиска. В архивах разыскали имена остальных, кто был захоронен в этом месте. Во многом благодаря стараниям краеведа Н. В. Колдина по архивным материалам были восстановлены почти забытые имена. На предприятиях Рязани отлили бронзовые доски, на которых выбили 43 имени в дополнение к 6 именам на самом обелиске и к сохранившимся могилам рядом с памятником (одна фамилия — Акелин упоминается только в архивных источниках). Сквер благоустроили, обновили набережную. 7 ноября 1987 года у обновлённого обелиска, опоясанного лавровым венком — символом вечной славы и увенчанного золотой звездой, к четырём сторонам которого примыкали плиты с именами, состоялся торжественный митинг.
Новых реставраций обелиска и надписей более не производилось (кроме замены буквы «а» на «о» в фамилии Канышев).

## Внешний вид

### Надписи на стеле
На лицевой стороне стелы выгравирована надпись: «Вечная слава героям гражданской войны 1917—1918», с левого бока высечено «Красногвардейцы: Таманский И. П., Конышев И. (исправлено, ранее была надпись „Канышев И.“), Рябинов А. и другие павшие в борьбе с контрреволюцией 1918 года», с правого бока высечено: «Красногвардейцы Ершов А. И., Корчагин В., Зубков и другие павшие в борьбе с контрреволюцией 1918 года».

### Памятные доски у подножия стелы
С середины 1980-х рядом на земле по 4 бокам обелиска также лежат серые бронзовые плиты с 43 именами и годами жизни других погибших и захороненных на кладбище в 1919—1938 гг. Одна фамилия — Акелин — упоминается только в архивных источниках и никак не представлена на обелиске.

### Сохранившиеся захоронения
Справа от обелиска сохранилось 5 могил с вертикальными плитами (Сычёв И. И., 1922 г.; Вавилов С. П., 1931 г.; Варламов А. М., 1933 г.; Устинов М. В., 1938 г.; Семёнов И. Ф., 1938 г.).

## Литература

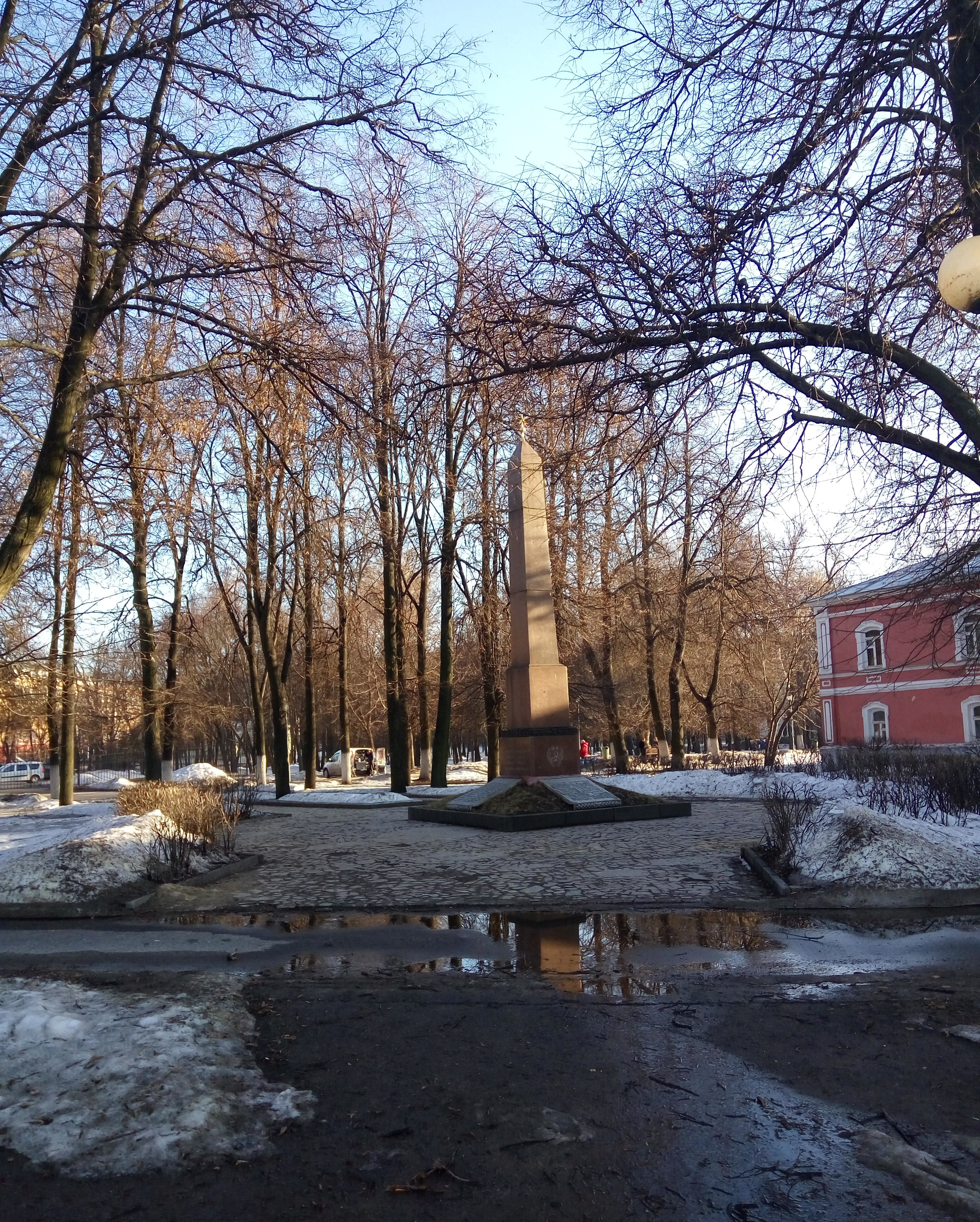
Стела героям гражданской войны 1917—1918 годов (Рязань), вид сзади, от набережной